# Дондокова, Нимацырен Данзановна
Нимацыре́н Данза́новна Дондо́кова ― российская бурятская художница, известна своими работами по буддийской живописи и иконописи, Лауреат II Республиканской премии имени Цыренжапа Сампилова.

## Биография
Родилась 30 сентября 1951 года в городе Улан-Удэ, Бурятская АССР, РСФСР.
В 1975 году начала учиться буддийской живописи у своего отца, ламы-иконописца Данзана Дондокова (1895—1983). В 1977 году приступает к работе реставратором буддийских скульптур из папье-маше в Музее истории Бурятской АССР имени Матвея Хангалова. С 1980 по 1983 год работала искусствоведом в Бурятском республиканском центре народного творчества. С 1983 года работает в буддийской живописи танка.
Затем поступила в Ленинградский институт живописи, скульптуры и архитектуры имени Ильи Репина на факультет искусствоведения, институт окончила в 1988 году. В том же году, вернувшись на родину, начинает работать над созданием буддийского пантеона в технике аппликации и вышивке.
Помимо живописи, занимается просветительской деятельностью: читает лекции, проводит экскурсии и беседы по буддизму. Также занимается издательской деятельностью: выпустила в свет буддийские притчи и легенды для детей — серия «Сказки дедушки Данзана» (2002 год, Улан-Удэ).
В 1995 году стала членом Союза художников России. С 1989 года постоянно участвует в республиканских, российских, зональных, зарубежных выставок, в том числе персональных в Бурятском республиканском художественном музее имени Цыренжапа Сампилова в 1990, 1993, 1995, 1998 годах, в Музее истории Бурятии имени Матвея Хангалова (2001 год,Улан-Удэ), в Государственной Калмыцкой картинной галерее в Элисте в 1989 и 1995 годах, в картинной галерее «Марс» (1989, Санкт-Петербург), в Государственном музее истории религии (1991, Санкт-Петербург), в Российском этнографическом музее (1992, Санкт-Петербург), в Иркутском областном художественном музее имени Владимира Сукачёва (2001).
Работы Н. Дондоковой: танка «Зеленая Тара» (1999), «Будда Шакьямуни» (2001), «Бурин-хан» (2006), «Сарасвати» (2006), «Дорлик-хан» (2000), «Рай Будды Амитабхи» (1995), «Три Бога Долгой Жизни» (1999), «Белый Старец» (2005).
Произведения мастера буддийской живописи находятся в Республиканском художественном музее имени Цыренжапа Сампилова, в Иркутском областном художественном музее имени В. П. Сукачева, в Государственном музее истории религии в Санкт-Петербурге, в Государственном музее искусства народов Востока в Москве, в Центре Восточной медицины (Улан-Удэ), в Импэкс-центре (Улан-Удэ), в буддийском храме Санкт-Петербурга, в Тамчинском, Тункинском, Эгитуйском, Ацагатском дацанах Бурятии и в частных коллекциях.